# Orland Park (Illinois)
Orland Park é uma aldeia localizada no estado americano de Illinois, no Condado de Cook.
A sua área é de 50,3 km², sua população é de 51 077 habitantes, e sua densidade populacional é de 1 030,4 hab/km² (segundo o censo americano de 2000). A vila foi fundada em 1892.